# ドミンゴス・パシエンシア
ドミンゴス (Domingos) ことドミンゴス・ジョゼ・パシエンシア・オリヴェイラ（Domingos José Paciência Oliveira、1969年1月2日 - ）は、ポルトガル・レサ・ダ・パルメイラ出身の元同国代表のサッカー選手、サッカー指導者。ポジションはFW。
息子のゴンサロ・パシエンシアもサッカー選手。

## 経歴
13歳のときにFCポルトのユースチームに入団した。1987年にトップチームに昇格するとフェルナンド・ゴメスからレギュラーポジションを奪い、1995-96シーズンには得点王に輝いた。
1997-98シーズンにスペインのCDテネリフェに移籍すると、ロイ・マカーイと2トップを組んだが完全に適応することはなく、2年後にはポルトに戻った。その後2001年に現役引退した。
ポルトガル代表としては1989年にデビューを果たし、UEFA EURO '96に招集された。
引退後、ポルトのユースチーム及びリザーブチームのアシスタントコーチを務め、2006年にUDレイリアの監督に就任した。その後アカデミカ・コインブラで2年監督をした後に、2009年、SCブラガの監督に就任した。UEFAヨーロッパリーグ 2010-11ではチームを準優勝に導いた。2011年5月13日、スポルティング・クルーベ・デ・ポルトゥガルと2年契約を結んで監督に就任した。UEFAヨーロッパリーグ 2011-12ではグループリーグ首位で決勝トーナメント進出を決めたが、国内リーグでは3位や4位にとどまり、2012年2月、成績不振により解任された。
2012年12月30日、リーガ・エスパニョーラの最下位に低迷するデポルティーボ・ラ・コルーニャの監督に就任したが、2013年2月11日に解任された。

## エピソード
16歳だったアンドレ・ビラス・ボアスがボビー・ロブソンに引き抜かれた要因がパシエンシアの出場機会が少ないことを訴えた手紙だった。

## 所属クラブ
- FCポルト 1987-1997
- CDテネリフェ 1997-1999
- FCポルト 1999-2001

## タイトル

### クラブ
FCポルト
- スーペル・リーガ : 1987-88, 1989-90, 1991-92, 1992-93, 1994-95, 1995-96, 1996-97
- タッサ・デ・ポルトガル : 1987-88, 1990-91, 1993-94, 1999-2000, 2000-01
- スーペルタッサ・カンディド・デ・オリベイラ : 1991, 1992, 1994, 1995, 1999, 2000

### 個人
- ポルトガル年間最優秀選手賞 : 1990
- ポルトガル・ゴールデンボール : 1990
- スーペル・リーガ得点王 : 1995-1996 (25得点)